# Fridolin Schöttl
Fridolin Schöttl (geboren am 6. März 1818 in Landshut; gestorben am 24. September 1880 in Regensburg) war ein katholischer Geistlicher und Theologe. 

## Leben
Nach der Gymnasialzeit in Regensburg, wohin sein Vater als Beamter versetzt worden war, studierte er Philosophie und Theologie am Germanicum in Rom, wo er zum Doktor der Theologie promoviert wurde. Am 18. Dezember 1841 empfing er die Priesterweihe. Von Rom zurückgekehrt, war er an verschiedenen Orten in der Seelsorge tätig. Im Herbst 1843 wurde er Professor an dem vom damaligen Bischof Karl August von Reisach neu errichteten Regensburger Lyzeum, zuerst für Mathematik, dann für Naturrecht und Naturphilosophie, zuletzt, nach der Errichtung der theologischen Sektion, für Kirchengeschichte und Kirchenrecht. 1859 wurde er zusätzlich Domkapitular, für einige Jahre auch Dompfarrer. 

## Veröffentlichungen
- Der Antheil der Domcapitel an der Diöcesanregierung einst und jetzt, besonders in Baiern. Eichstätt 1847
- (mit Carl Rinecker) Versuch eines auf Erfahrung begründeten Naturrechts, 2 Bände, Regensburg 1845, Übersetzung von Luigi Taparelli d’Azeglio: Saggio teoretico di diritto naturale appoggiato sul fatto, Palermo 1841–1843